# Jaime Branco
Jaime da Cunha Branco (Lisboa, 14 de setembro de 1955) é um médico reumatologista português e candidato a Bastonário da Ordem dos Médicos. Médico do Serviço Nacional de Saúde desde a sua fundação, é diretor do Serviço de Reumatologia do Centro Hospitalar de Lisboa Ocidental, no Hospital de Egas Moniz.
É Professor Catedrático de Medicina e foi diretor da NOVA Medical School - Faculdade de Ciências Médicas da Universidade NOVA de Lisboa, entre 2013 e 2021.

## Biografia
Jaime Branco é licenciado em Medicina pela Faculdade de Medicina da Universidade de Lisboa (1972-1978). Iniciou, em 1979, o internato de policlínica. Posteriormente, fez o estágio em saúde pública, no ano de entrada em funcionamento do Serviço Nacional de Saúde (SNS), e cumpriu o Serviço Médico à Periferia, em 1981.
Em 1992, obtém o grau de Assistente Hospitalar de Reumatologia e, em 1998, o de Chefe de Serviço de Reumatologia, sendo Diretor do Serviço de Reumatologia do Centro Hospitalar de Lisboa Ocidental (CHLO), no Hospital Egas Moniz, desde 2006.
Docente universitário desde 1976, é Professor Catedrático de Medicina e ocupou vários cargos de gestão na NOVA Medical School e na Universidade NOVA de Lisboa.
Em 2022, apresenta-se como candidato a Bastonário da Ordem dos Médicos para o triénio 2023/2025.

## Carreira Médica
Desde muito cedo na sua formação médica, Jaime Branco identificou a Reumatologia, especialidade que então surgia, como o seu futuro, entrando num dos primeiros anos do internato de Reumatologia em Portugal, que realizou, entre 1983 e 1987, no Hospital de Santa Maria, em Lisboa.
Em 1988, obteve o título de Especialista em Reumatologia, pelo referido hospital e pela Ordem dos Médicos.
Fundou o Serviço de Reumatologia do Hospital Egas Moniz, em 1992.
Em 1998, obteve o grau de Chefe de Serviço (agora Assistente Graduado Sénior) e é, desde 2006, diretor do Serviço de Reumatologia do Centro Hospitalar de Lisboa Ocidental.
É consultor de Reumatologia da Direção Geral da Saúde (DGS) desde 2009. Foi também coautor de uma obra destinada aos especialistas em Medicina Geral e Familiar, Regras de Ouro em Reumatologia, com várias edições, uma delas pela própria DGS.
Organiza, desde 2008, um curso anual de Reumatologia Prática em Cuidados de Saúde Primários.
Foi redator do PNCDR-Programa Nacional Contra as Doenças Reumáticas: 2004-2014, da DGS, de que foi membro da Comissão Coordenadora (2004-2006) e coordenador (2006-2014).
Foi Investigador Principal da mais importante ação do PNCDR, o EpiReumaPt-Estudo Epidemiológico das Doenças Reumáticas em Portugal, que acompanhou 10 661 cidadãos do Continente e Regiões Autónomas da Madeira e Açores. Realizado durante uma década, este foi o maior estudo epidemiológico jamais realizado em Portugal e que lhe valeu o Grande Prémio BIAL de Medicina 2016.
Foi nomeado coordenador do grupo técnico para a revisão da Rede de Referenciação Hospitalar em Reumatologia (RRHR) em junho de 2022, tendo coordenado a elaboração das duas anteriores RRHR, em 2002 e 2015.

## Carreira Académica
Foi monitor de Histologia na mesma Faculdade de formação, durante o 4.º ano da Licenciatura, tendo iniciado aí a sua carreira como docente universitário.
Prestou provas de Doutoramento, em 1997, na Faculdade de Ciências Médicas da Universidade NOVA de Lisboa (FCM-UNL) e, em 1999, é contratado como Professor Auxiliar Convidado nesta universidade. Em 2003, realizou Provas de Agregação. Fez concurso para Professor Associado em 2007 e para Professor Catedrático em 2012.
Na academia, tem desempenhado inúmeros cargos de gestão:
- NOVA Medical School: Subdiretor, 2006-2007 e 2012-2013; Diretor em Substituição, 2007; Diretor, 2013-2021.
- Universidade NOVA de Lisboa: Pró-Reitor, 2007-2010.

## Candidatura a Bastonário da Ordem dos Médicos
Jaime Branco foi o primeiro a apresentar-se como candidato a Bastonário da Ordem dos Médicos, nas eleições de 2023, para defender os médicos e voltar a colocá-los no centro da decisão nos cuidados de saúde. Na sua perspetiva, entende que "a classe médica tem vindo, de alguns anos a esta parte, a ser pouco respeitada e desprestigiada. Na sua prática, no seu dia a dia, nas suas funções, nas agressões do público. Tudo isto resulta de um contexto social, que se foi instalando, de menorização da profissão médica e de apoucamento da nossa atividade".
Crítico do atual estado do SNS, que considera "urgenciocêntrico", Jaime Branco é um grande defensor de um SNS em que os Cuidados de Saúde Primários assumam um papel primordial.
Jaime Branco posiciona-se como uma voz independente de quaisquer interesses e afirma ser capaz de personalizar a mudança necessária na Ordem dos Médicos.
Na sua primeira declaração como candidato a Bastonário, sublinhou também a preocupação com as gerações futuras de médicos: "O enorme esforço que nós, médicos, fazemos para compensar as falhas do "sistema" não é reconhecido e o futuro, particularmente dos mais jovens, não tem um rumo bem definido".

## Envolvimento na sociedade
Especialista numa área que lida diariamente com a dor, Jaime Branco defende que o privilégio do exercício da profissão médica é a possibilidade de ajudar os doentes e de os colocar no centro dos Cuidados de Saúde.
Para cumprir esta perspetiva, fundou e desempenhou cargos em múltiplos organismos e sociedades médicas:
- Presidiu à Sociedade Portuguesa de Osteoporose e Doenças Ósseas Metabólicas (2000-2002), de que foi cofundador em 1988;
- Presidiu à Sociedade Portuguesa de Reumatologia (2002-2004);
- Presidiu ao Colégio Ibero-Americano de Reumatologia (2007-2010);
- Foi Secretário-Geral do Colégio Ibero-Americano de Reumatologia (1999-2003);
- Foi cofundador da APOROS, a Associação Nacional contra a Osteoporose (1994);
- Cofundou a MYOS, Associação Nacional contra a Fibromialgia e a Síndrome de Fadiga Crónica (2003);
- Presidiu à Liga Portuguesa Contra as Doenças Reumáticas (2005-2008).

## Prémios
Entre os mais de 50 prémios científicos e/ou profissionais que recebeu estão o Reuméritus 2010, atribuído pela Sociedade Portuguesa de Reumatologia, e o Grande Prémio BIAL da Medicina 2016.

## Publicações
Em mais de quatro décadas de profissão como médico e docente do ensino superior, é autor ou coautor de centenas de artigos científicos, sobretudo em revistas internacionais com revisão por pares.
É também autor, coautor e coordenador das seguintes obras de referência na área da reumatologia:
- Osteoporose: a ameaça oculta (1992);
- Fibromialgia: modelo humano de dor, fadiga e incapacidade crónicas (tese de doutoramento, 1997);
- Osteoporose (2001, co-autor);
- Grandes Síndromes em Reumatologia (2006, coordenador e co-autor);
- Viver com fibromialgia: a visão da doente e do médico (2008, co-autor);
- Regras de Ouro da Reumatologia (2005, coordenador e coautor);
- Abordagem terapêutica em reumatologia (2010, coordenador e co-autor);
- A dor e as suas circunstâncias (2012, coordenador e co-autor);
- Arte & Dor (2015, coordenador e co-autor).